# Gertrude Blanch
Gertrude K. Blanch (nascida Gittel Kaimowitz; Kolno, Império Russo, atualmente Polônia, 2 de fevereiro de 1897 – San Diego, 1 de janeiro de 1996) foi uma matemática russo-estadunidense.

## Formação e carreira
Blanch foi da Polônia para os Estados Unidos em 1907 e frequentou o ensino médio no Brooklyn, que concluiu em 1914. Trabalhou então por quatorze anos como balconista em uma loja de chapéus em Nova Iorque para ganhar dinheiro para continuar os estudos. A partir de 1928 frequentou aulas noturnas de matemática (seu empregador pagou os custos do estudo porque ela continuou a trabalhar para ele) na Universidade de Nova Iorque, graduando-se summa cum laude em 1932, e em 1936 obteve um doutorado na Universidade Cornell, orientada por Virgil Snyder, com a tese Properties of the Veneroni Transformation in S(4). Foi professora assistente em tempo parcial no Hunter College e depois contadora, antes de se tornar diretora técnica do Mathematical Tables Project da Works Progress Administration (WPA) na cidade de Nova Iorque em 1938, um projeto de tabulação de funções matemáticas do programa de criação de empregos WPA que durou até 1948. Os cálculos ainda eram realizadas com máquinas de cartão perfurado, computadores humanos e calculadoras de mesa, e Blanch se encarregou dos 450 computadores. Sua equipe incluía Ida Rhodes. Durante a Segunda Guerra Mundial o projeto esteve a serviço dos militares. Após a guerra, ela estava no Instituto de Matemática Numérica da Universidade da Califórnia em Los Angeles (UCLA) e, em seguida, no Aerospace Research Laboratory da Base Aérea de Wright-Patterson. Aposentou-se em 1967 e morou em San Diego.
Publicou cerca de 30 artigos em matemática numérica (aproximação de funções, funções de Mathieu, frações contínuas e outros).
Em 1962 foi eleita fellow da Associação Americana para o Avanço da Ciência. Em 1964 recebeu o Federal Women´s Award do Presidente Lyndon B. Johnson.
Em 1921 tornou-se cidadã dos Estados Unidos.